# Joel Edgerton
Joel Edgerton (Blacktown, Új-Dél-Wales, 1974. június 23. –) ausztrál színész, filmrendező, forgatókönyvíró és producer.

## Élete és pályafutása
Miután Ausztráliában a Titkos életünk (2001–02) című drámasorozattal sikert aratott, szerepelt a Star Wars II. rész – A klónok támadása (2002), a Star Wars III. rész – A sithek bosszúja  (2005), az Animal Kingdom – A rettegés birodalma (2010), a Warrior – A végső menet (2011), a Zero Dark Thirty – A Bin Láden hajsza (2012), A nagy Gatsby (2013), a Fekete mise (2015) és a Vörös veréb (2018) című filmekben. A 2016-os Loving című történelmi dráma címszereplőjeként Golden Globe-díjra jelölték legjobb férfi főszereplő (filmdráma) kategóriában.
Rendezőként 2015-ben debütált Az ajándék című filmjével, melyet forgatókönyvíróként, társproducerként és színészként is jegyez. 2018-ban az Eltörölt fiú című filmdráma rendezője, forgatókönyvírója és szereplője volt.

## Filmográfia

### Film

#### Rendező, író és producer
| Év   | Magyar cím           | Eredeti cím           | Feladatkör | Feladatkör | Feladatkör |
| Év   | Magyar cím           | Eredeti cím           | Rendező    | Író        | Producer   |
| ---- | -------------------- | --------------------- | ---------- | ---------- | ---------- |
| 1996 |                      | Loaded (rövidfilm)    | Nem        | Nem        | Igen       |
| 1998 |                      | Bloodlock (rövidfilm) | Nem        | Igen       | Igen       |
| 2001 |                      | The Pitch (rövidfilm) | Nem        | Igen       | Nem        |
| 2008 |                      | The Square            | Nem        | Igen       | Vezető     |
| 2013 | Bűnös titkok         | Felony                | Nem        | Igen       | Igen       |
| 2014 | Országúti bosszú     | The Rover             | Nem        | Igen       | Nem        |
| 2015 | Az ajándék           | The Gift              | Igen       | Igen       | Igen       |
| 2015 | Jane a célkeresztben | Jane Got a Gun        | Nem        | Igen       | Nem        |
| 2017 | Éjjel érkezik        | It Comes at Night     | Nem        | Nem        | Vezető     |
| 2018 | Eltörölt fiú         | Boy Erased            | Igen       | Igen       | Igen       |
| 2019 | V. Henrik            | The King              | Nem        | Igen       | Igen       |

#### Színész
| Év   | Magyar cím                              | Eredeti cím                                   | Szerep                 | Magyar hang            |
| ---- | --------------------------------------- | --------------------------------------------- | ---------------------- | ---------------------- |
| 1996 | Napsugár-futam                          | Race the Sun                                  | Steve Fryman           |                        |
| 1998 |                                         | Praise                                        | Leo                    |                        |
| 1999 |                                         | Dogwatch                                      | Sparrow                |                        |
| 1999 |                                         | Erskineville Kings                            | Wayne                  |                        |
| 2000 |                                         | Sample People                                 | Sem                    |                        |
| 2002 | Kemény meló                             | The Hard Word                                 | Shane Twentyman        | Dózsa Zoltán           |
| 2002 | Star Wars II. rész – A klónok támadása  | Star Wars: Episode II – Attack of the Clones  | Owen Lars              | Szűcs Sándor           |
| 2003 | Szikrázó éjszaka (Nesze neked, Frankie) | The Night We Called It a Day                  | Rod Blue               |                        |
| 2003 | Ned Kelly – A törvényen kívüli          | Ned Kelly                                     | Aaron Sherritt         | Papp Dániel            |
| 2004 | Artúr király                            | King Arthur                                   | Gawain                 | Papp Dániel            |
| 2005 | Mr. Tűsarok                             | Kinky Boots                                   | Charlie Price          | Rajkai Zoltán          |
| 2005 | Star Wars III. rész – A sithek bosszúja | Star Wars: Episode III – Revenge of the Sith  | Owen Lars              | nem szólal meg         |
| 2006 | Füstölgő ászok                          | Smokin' Aces                                  | Hugo Croop             | Sótonyi Gábor          |
| 2006 |                                         | Open Window                                   | Peter Delaney          |                        |
| 2007 | Suttogás                                | Whisper                                       | Vince Delayo           | Szabó Győző            |
| 2008 | $9.99                                   | $9.99                                         | Ron (hangja)           |                        |
| 2008 |                                         | The Square                                    | Billy                  |                        |
| 2008 |                                         | Acolytes                                      | Ian Wright             |                        |
| 2009 |                                         | The Waiting City                              | Ben Simmons            |                        |
| 2009 |                                         | Separation City                               | Simon Nicholson        |                        |
| 2010 | Az Őrzők legendája                      | Legend of the Guardians: The Owls of Ga'Hoole | Vascsőrű (hangja)      |                        |
| 2010 | Animal Kingdom – A rettegés birodalma   | Animal Kingdom                                | Barry Brown            |                        |
| 2011 | Warrior – A végső menet                 | Warrior                                       | Brendan Conlon         | Varga Gábor            |
| 2011 | A dolog                                 | The Thing                                     | Sam Carter             | Szabó Máté             |
| 2012 |                                         | Wish You Were Here                            | Dave Flannery          |                        |
| 2012 | Timothy Green különös élete             | The Odd Life of Timothy Green                 | Jim Green              | Király Attila          |
| 2012 | Zero Dark Thirty – A Bin Láden hajsza   | Zero Dark Thirty                              | Patrick                | Juhász Zoltán          |
| 2013 | A nagy Gatsby                           | The Great Gatsby                              | Tom Buchanan           | László Zsolt           |
| 2013 | Bűnös titkok                            | Felony                                        | Malcolm Toohey         | Dolmány Attila         |
| 2014 | Exodus: Istenek és királyok             | Exodus: Gods and Kings                        | II. Ramszesz           | Maday Gábor            |
| 2015 |                                         | Life                                          | John G. Morris         |                        |
| 2015 | Az ajándék                              | The Gift                                      | Gordon "Gordo" Moseley | Kálid Artúr            |
| 2015 | Fekete mise                             | Black Mass                                    | John Connolly          | Stohl András           |
| 2015 | Jane a célkeresztben                    | Jane Got a Gun                                | Dan Frost              | Dolmány Attila         |
| 2016 | Éjféli látomás                          | Midnight Special                              | Lucas                  | Kálid Artúr            |
| 2016 | Loving                                  | Loving                                        | Richard Loving         | Horváth-Töreki Gergely |
| 2017 | Éjjel érkezik                           | It Comes at Night                             | Paul                   | Széles Tamás           |
| 2017 |                                         | Bright                                        | Nick Jakoby            |                        |
| 2018 | Vörös veréb                             | Red Sparrow                                   | Nathaniel Nash         | Széles Tamás           |
| 2018 | Gringo                                  | Gringo                                        | Richard Rusk           | Dolmány Attila         |
| 2018 | Eltörölt fiú                            | Boy Erased                                    | Victor Sykes           | Dolmány Attila         |
| 2019 | V. Henrik                               | The King                                      | Falstaff               | Epres Attila           |
| 2021 | A zöld lovag                            | The Green Knight                              | Lord                   | Hajduk Károly          |
| 2022 | Idegenek egymás között                  | The Stranger                                  | Mark                   |                        |
| 2022 | A tizenhármak                           | Thirteen Lives                                | Richard Harris         | Papp Dániel            |
| 2022 | A főkertész                             | Master Gardener                               | Narvel Roth            | Király Attila          |
| 2023 | Egy csónakban                           | The Boys in the Boat                          | Al Ulbrickson          | Csík Csaba Krisztián   |

Rövidfilmek
- 1996: Loaded – Frog
- 1998: Bloodlock– Danny
- 2001: The Pitch – fickó
- 2001: Saturn's Return – Barney
- 2005: The Mysterious Geographic Explorations of Jasper Morello – Jasper Morello (hangja)
- 2007: Spider – mentős
- 2007: Crossbow – apa

### Televízió
| Év        | Magyar cím          | Eredeti cím              | Szerep                | Megjegyzések                                             |
| --------- | ------------------- | ------------------------ | --------------------- | -------------------------------------------------------- |
| 1995      |                     | Police Rescue            | Andy                  | 1 epizód                                                 |
| 1995–1997 |                     | Spellbinder              | Bazza                 | 2 epizód                                                 |
| 1996–1999 | Vízizsaruk          | Water Rats               | Aaron Lawrence        | 2 epizód                                                 |
| 1997      |                     | Big Sky                  | Pierce Bateman        | 1 epizód                                                 |
| 1997      |                     | Fallen Angels            | Scoob                 | 1 epizód                                                 |
| 1998      |                     | Wildside                 | Michael Savini        | 1 epizód                                                 |
| 1999      |                     | Secret Men's Business    | Baz                   | tévéfilm                                                 |
| 2000      | A három komédiás    | The Three Stooges        | Tom Cosgrove          | - tévéfilm - magyar hangja: - Láng Balázs                |
| 2001–2002 | Titkos életünk      | The Secret Life of Us    | William "Will" McGill | 32 epizód                                                |
| 2002      |                     | Dossa and Joe            | Robbo                 | 2 epizód                                                 |
| 2007      |                     | Dangerous                | Mark Field őrmester   | 8 epizód                                                 |
| 2009      |                     | Dirt Game                | Shane Bevic           | 6 epizód                                                 |
| 2021      | A föld alatti vasút | The Underground Railroad | Arnold Ridgeway       | minisorozat (7 epizód)                                   |
| 2022      | Obi-Wan Kenobi      | Obi-Wan Kenobi           | Owen Lars             | - minisorozat (2 epizód) - magyar hangja: - Szűcs Sándor |
| 2024      | Bluey               | Bluey                    | rendőr (hangja)       | 1 epizód                                                 |
| 2024      | Sötét anyag         | Dark Matter              | Jason Dessen          | főszereplő                                               |

## Fordítás
- Ez a szócikk részben vagy egészben  a   Joel Edgerton című angol Wikipédia-szócikk fordításán alapul.  Az eredeti cikk szerkesztőit annak laptörténete sorolja fel. Ez a jelzés csupán a megfogalmazás eredetét és a szerzői jogokat jelzi, nem szolgál a cikkben szereplő információk forrásmegjelöléseként.